# ARJ
ARJ（英語：Archived by Robert Jung），是一個由Robert K. Jung所設計的高效率檔案壓縮工具。ARJ現在的版本是2.86（DOS版）與3.20（Windows版），只支援Intel的16-bit與32-bit的CPU。
ARJ的競爭對手是PKZIP，但由於ARJ被美國專利第5,140,321号保護，所以很快就不敵PKZIP。但ARJ當初有一個重要的創舉，就是壓縮檔案到軟碟時，可以自動分片。這對於DOS時期透過BBS散佈檔案的人，是一個很方便的功能。
除ARJ软件外，ARJ存档还可以使用其它工具解包。存在该工具在免费软件下的重新实现。有许多软件实用程序，包括7-Zip，Zipeg和WinRAR，也可以解压缩.arj文件。对于macOS，可以使用独立的实用程序，例如DeArj和UnArjMac。

## 註解
1. ↑  專利已於2011年9月4日之後失效

## 外部連結
- ARJ Software Inc.（页面存档备份，存于）
- A brief overview of the HOGnet（页面存档备份，存于）
- Open Source version of the ARJ archiver（页面存档备份，存于）